# Тішин Борис Іванович
Ті́шин Бори́с Іва́нович (рос. Тишин Борис Иванович; 2 січня 1929 — 28 серпня 1980) — радянський боксер, бронзовий призер Олімпійських ігор (1952) та чемпіонату Європи (1953). Майстер спорту СРСР (1951).

## Біографія
Триразовий чемпіон СРСР з боксу в першій середній вазі (1951–1953).
На літніх Олімпійських іграх 1952 року в Гельсінкі (Фінляндія) переміг поляка Єжи Кравчика та бразильця Паоло Кавалейро. У півфінальному двобої поступився південноафриканцеві Тьонісу ван Шальквіку.
На чемпіонаті Європи з боксу 1953 року у Варшаві (Польща) виборов бронзову медаль.